# Велика зелена стена (Китай)
Великата зелена стена, официално известна като Програма за гори за убежище на три севера (на опростен китайски: 三 北 防护林; на традиционен китайски: 三 北 防護林; на пинин: Sānběi Fánghùlín) има за цел да се засадят ветроразрушаващи горски ивици (защитни пояси) в Китай, предназначени да възпрепятстват разширяването на пустинята Гоби и да предоставят дървен материал на местното население.
Програмата стартира през 1978 г., като начин за защита на регионите – Северен, Северозападен и Североизточен Китай, засегнати от пясъчните бури от пустинята Гоби. Програмата има за цел да отгледа 35 милиона хектара нови дървета (гора с големината на Германия) в Северен Китай до 2050 г.
Всяка пролет държавни служители, учители, студенти и корпоративни работници се ангажират със засаждане на дървета. Обръща се голямо внимание по държавните медии. Филмовите актьори приемат ролята на „посланици на залесяването“. От 1978 г. насам площта на горите се увеличава от 12% на почти 22%.
Въпреки че мисията е проектирана да бъде осъществена за 72 години, местните власти имат желание проектът да бъде завършен по-бързо и поради тази причина по-голямата част от засадените дървета са бързо растящи тополи, които могат да издържат на студените и сухи зими в региона. Но през 1990-те години огромен брой от тези дървета започват да умират, ставайки жертва на азиатския бръмбар, за който тополите са предпочитана храна.